# シカゴ6
シカゴ6（原題：Chicago VI）は、アメリカ合衆国のロック・バンド、シカゴが1973年に発表した、5枚目のスタジオ・アルバム。
『シカゴの軌跡』、『シカゴII（シカゴと23の誓い）』、『シカゴ3』、『シカゴ・アット・カーネギー・ホール』、『シカゴ5』と5つのアルバムをニューヨークシティで録音した後、プロデューサーのジェイムズ・ウィリアム・ガルシオは、自分自身のスタジオ「カリブ・スタジオ」をコロラド州ネダーランドに建てた。1972年のことである。そしてこのスタジオで1973年2月に、シカゴの6番目のアルバムが録音されることになった。なお、この後4年間はこのスタジオがシカゴにとってレコーディングの本拠地となるはずだった。
ロバート・ラムは、このアルバムの曲の半分を書いている。その中にはシカゴに対して否定的な批評をした人達への回答となる曲「クリティクス・チョイス」も含まれていた。ジェイムズ・パンコウはヒット曲2曲を書いている。「ジャスト・ユー・ン・ミー」（第4位）と「フィーリン・ストロンガー・エヴリ・デイ」（第10位）である。後者はピーター・セテラとの共作で、セテラはカントリー・ミュージックの影響を感じさせる「イン・タームズ・オヴ・トゥー」を書いていた。
1973年6月に発売され、「シカゴ6」もまた商業的成功を収めた。アメリカ国内のチャートで第1位に5週間とどまる成果を上げた。しかし、イギリスでは1976年の『シカゴ10』まではチャートインすることはなかった。
1989年8月23日、現地時間で午後7時になる直前、WLSがオール・トーク・フォーマットに切り替わるのに際して、「ジャスト・ユー・ン・ミー」が流された。
このアルバムは、通常のステレオ仕様のものと、4チャンネル・ステレオ仕様のものとが発売された。アメリカでのCD原盤（Columbia CK #32400）はジョー・ガストワートによりマスタリングされたものである。2002年、シカゴ6はリマスターされライノウ・レコードから再発売された。リマスター盤にはボーナス・トラックが2曲追加されている。テリー・キャスのデモで「ビヨンド・オール・アワ・ソロウズ」とアル・グリーンの「タイアード・オブ・ビーイング・アローン」である。後者は1973年のテレビの特別番組、『シカゴ・イン・ザ・ロッキーズ』から取り上げられたものである。2013年、オーディオファンが立ち上げたリマスター専門会社、「モバイル・フィデリティ・サウンド・ラブ（Mobile Fidelity Sound Lab）」がシカゴ6をリマスターし、ハイブリッドSACDで再発売している。これは、通常のCDプレイヤーとSACDプレイヤーのどちらでも演奏可能なSACDである。

## 収録曲

### Side One
1. "Critics' Choice" (Robert Lamm) (Lead singer: Robert Lamm) – 2:49
2. "Just You 'n' Me" (James Pankow) (Lead singer: Peter Cetera) – 3:42
3. "Darlin' Dear" (Lamm) (Lead singer: Robert Lamm) – 2:56
4. "Jenny" (Terry Kath) (Lead singer: Terry Kath) – 3:31
5. "What's This World Comin' To" (Pankow) (Lead singers: Robert Lamm, Peter Cetera, & Terry Kath) – 4:58

### Side Two
1. "Something in This City Changes People" (Lamm) (Lead singers: Robert Lamm & Terry Kath) – 3:42
2. "Hollywood" (Lamm) (Lead singer: Robert Lamm) – 3:52
3. "In Terms of Two" (Peter Cetera) (Lead singer: Peter Cetera) – 3:29
4. "Rediscovery" (Lamm) (Lead singer: Robert Lamm) – 4:47
5. "Feelin' Stronger Every Day" (Cetera, Pankow) (Lead singer: Peter Cetera) – 4:15

### ボーナストラック(2002 re-issue)
1. "Beyond All Our Sorrows (Demo)" (Terry Kath) – 7:06
2. "Tired of Being Alone (With  アル・グリーン, from the TV Special Chicago In The Rockies)" (Green) – 4:09

## パーソネル

### バンド・メンバー
- ピーター・セテラ – ベース、 リード・ヴォーカル、コーラス
- テリー・キャス – ギター、リード・ヴォーカル、コーラス
- ロバート・ラム – キーボード、リード・ヴォーカル、コーラス
- リー・ロックネイン – トランペット、コーラス、 パーカッション
- ジェイムズ・パンコウ – トロンボーン
- ウォルター・パラゼイダー – 管楽器
- ダニー・セラフィン – ドラムズ

### 追加メンバー
- ローディール・デ・オリヴェイラ – コンガ
- ジョー・ララ – コンガ
- ジェイ・ジー・オラファーティ – ペダル・スティール

## チャート
アルバム
| Year | Chart                        | Position |
| ---- | ---------------------------- | -------- |
| 1973 | ビルボード・ポップ・アルバム | 1        |

シングル
| Year | Single                                   | Chart                                  | Position |
| ---- | ---------------------------------------- | -------------------------------------- | -------- |
| 1973 | "フィーリン・ストロンガー・エヴリ・デイ" | ビルボード・ポップ・シングル           | 10       |
| 1973 | "ジャスト・ユー・ン・ミー"               | ビルボード・アダルト・コンテンポラリー | 7        |
| 1973 | "ジャスト・ユー・ン・ミー"               | ビルボード・ポップ・シングル           | 4        |

## 認定
| Organization | Level          | Date           |
| ------------ | -------------- | -------------- |
| RIAA – USA   | ゴールド       | 1973年7月18日  |
| RIAA – USA   | プラチナ       | 1986年11月21日 |
| RIAA – USA   | ダブルプラチナ | 1986年11月21日 |

## 註
1. ↑  Planer, Lindsay. “Chicago VI - Chicago : Songs, Reviews, Credits, Awards”.   AllMusic. 2012年6月18日閲覧。